# 夏恭
夏 恭（か きょう）は中華民国の政治家。親日地方政権である晋北自治政府の最高委員。後に蒙古聯合自治政府で副主席に就任した。

## 事績

### 蒙古自治に関する活動
1897年（光緒23年）に挙人となる。その後、中学堂教員や知県を歴任した。
1937年（民国26年）9月、日本軍が山西省大同県を占領する。在野にあった夏恭は日本軍により招聘され、大同で晋北治安維持会を組織した。10月15日、親日地方政権として晋北自治政府が組織され、夏と馬永魁が最高委員に任命された。11月22日、張家口において、蒙古聯盟自治政府（主席：デムチュクドンロブ（徳王））、察南自治政府（最高委員兼会議代表：于品卿）、晋北自治政府（最高委員兼会議代表：夏恭）の代表者会議が開催された。その結果、蒙彊聯合委員会が成立し、夏は総務委員兼交通専門委員会委員となる。
1938年（民国27年）10月23日から11月7日にかけて、夏恭は徳王・于品卿と共に日本を訪問し、昭和天皇に拝謁、靖国神社を参拝した。1939年（民国28年）9月、上記3政府が合流して、蒙古聯合自治政府が成立、夏は同政府の副主席に任命された。翌1940年（民国29年）1月10日に副主席を辞職、大同炭鉱株式会社理事長となっている。

### 晩年の動向
徐友春『民国人物大辞典 増訂版』によると、夏恭は1941年（民国30年）に死去したとされる（享年70）。しかし『朝日新聞』1943年5月8日報道によると、夏恭は満州帝国の康徳帝（愛新覚羅溥儀）から勲二位景雲章を授与されており、これに関して特に追贈との注記は無い。また、『朝日年鑑』昭和19年（1944年）版の「大東亜人名録」（636頁）でも、大同炭鉱理事長として存命人物扱いでの記載が見受けられる。以上から、夏恭は1943年時点では存命の可能性が高い。ただし、1945年8月に蒙古自治邦が崩壊した時点においては、夏恭の生死・行方は不詳である。

## 注
1. 1 2 3  東亜問題調査会編（1941）、32頁。
2. 1 2 3  徐主編（2007）、1132頁。
3. ↑  「晋北十三県民結束 自治政府成立す 反閻運動の烽火揚ぐ」『東京朝日新聞』昭和12年（1937年）10月16日、2面。
4. ↑  この会議には、徳王の代理としてチョトパジャップ（卓王）が出席した。「蒙疆聯合委員会 調印を了す きのう厳粛に挙行」『東京朝日新聞』昭和12年（1937年）11月23日、2面。
5. ↑  『東京朝日新聞』昭和12年（1937年）11月23日、2面。
6. ↑  「蒙疆代表 感謝の入京」『読売新聞』昭和13年（1938年）10月21日夕刊、1面。
7. ↑  「蒙古聯合自治政府 きょう晴れの誕生 三政権を打って一丸」『東京朝日新聞』昭和14年（1939年）9月1日、2面。
8. ↑  「大同炭鉱創立総会」『東京朝日新聞』昭和15年（1940年）1月11日、4面。夏の辞任から約1年5か月を経過した1941年（民国30年）6月1日、ようやく後任の副主席として李守信が就任した（「蒙古政府 機構改革」『朝日新聞』昭和16年（1941年）5月31日、2面）。
9. ↑  「汪主席、徳王に勲章御贈進 満州国皇帝陛下」『朝日新聞』昭和18年（1943年）5月8日、1面。